# Loi inverse-χ²
En théorie des probabilités et en statistique, la loi inverse-{\displaystyle \chi ^{2}} (ou loi du {\displaystyle \chi ^{2}} inverse) est la loi de probabilité de la variable aléatoire dont l'inverse suit une loi du χ². Une variante par changement d'échelle existe également.
Cette loi est utilisée en inférence statistique. Si X suit une loi inverse-χ2, on notera : {\displaystyle X\sim {\mbox{Inv-}}\chi ^{2}(\nu )}.

## Définition
Si X suit une loi du χ² à {\displaystyle \nu } degrés de liberté, alors {\displaystyle 1/X} est de loi inverse-χ2 à {\displaystyle \nu } degrés de liberté.
Sa densité de probabilité est donnée par :
{\displaystyle f(x;\nu )={\begin{cases}\displaystyle {\frac {2^{-\nu /2}}{\Gamma (\nu /2)}}\,x^{-\nu /2-1}\mathrm {e} ^{-1/(2x)}&{\text{ si }}x>0\\0&{\text{ sinon}}\end{cases}}}
où {\displaystyle \Gamma } est la fonction gamma et {\displaystyle \nu } est appelé le nombre de degrés de liberté.

### Variante
Une variante de la loi inverse-χ2 existe, par un changement d'échelle. C'est la loi de {\displaystyle \nu /X} lorsque  X suit une loi du χ² à {\displaystyle \nu } degrés de liberté. La densité de probabilité est alors donnée par :
{\displaystyle f(x;\nu )={\begin{cases}\displaystyle {\frac {(\nu /2)^{\nu /2}}{\Gamma (\nu /2)}}x^{-\nu /2-1}\mathrm {e} ^{-\nu /(2x)}&{\text{ si }}x>0\\0&{\text{ sinon.}}\end{cases}}}
Le degré de liberté est encore {\displaystyle \nu }.

## Liens avec d'autres lois
- loi du χ² : Si {\displaystyle X\thicksim \chi ^{2}(\nu )}, alors {\displaystyle {\frac {1}{X}}\thicksim {\mbox{Inv-}}\chi ^{2}(\nu )}.
- la loi inverse-χ2 est la loi inverse-gamma avec {\displaystyle \alpha ={\frac {\nu }{2}}} et {\displaystyle \beta ={\frac {1}{2}}}.